# Adnan Orahovac
Adnan Orahovac (serbisch-kyrillisch Аднан Ораховац, * 5. Februar 1991) ist ein montenegrinischer Fußballspieler.

## Karriere
Seinen ersten Vertrag unterschrieb Adnan Orahovac 2009 beim montenegrinischen Verein FK Budućnost Podgorica. Der Verein ist in Podgorica, der Hauptstadt Montenegros, beheimatet und spielte in der ersten Liga, der Prva Crnogorska Liga. 2013 wurde er an FK Dečić Tuzi, einem Verein, der in Tuzi beheimatet ist und in der zweiten Liga, der Druga Crnogorska Liga, spielte, ausgeliehen. 2014 wechselte er nach Serbien und schloss sich dem FK Jedinstvo Užice an. Der Verein ist in der Stadt Užice angesiedelt. Im Jahre 2015 unterschrieb er einen Vertrag in Usbekistan beim dort ansässigen Paxtakor Taschkent. Für den Verein, der in der ersten Liga, der Usbekistan Super League spielte, lief er 66 Mal auf und schoss sechs Tore. Mit Paxtakor stand er zweimal im Finale des Uzbekistan Super Cup und wurde 2015 Meister des Landes. 2017 wechselte er kurzfristig den Verein und spielte 12 Mal für FK Dinamo Samarkand. 2018 wechselte er nach Thailand und unterschrieb einen Vertrag bei PT Prachuap FC, einem Verein, der in der ersten Liga, der Thai League, spielt. 2019 gewann er mit PT den Thai League Cup im Elfmeterschießen gegen Buriram United. Am Ende der Saison wurde sein Vertrag nicht verlängert. Im Juni 2022 wechselt er in die Hauptstadt Bangkok, wo er sich dem Zweitligisten Customs United FC anschloss. Mit dem Verein aus Samut Prakan wurde man am Ende der Saison 2022/23 Tabellendritter und qualifizierte sich somit für die Aufstiegsspiele zur ersten Liga. Hier musste man sich jedoch im Finale gegen den Uthai Thani FC geschlagen geben. Im Sommer 2023 verließ er die Customs und kehrte in seine Heimat zurück. Hier schloss er sich seinem ehemaligen Verein, dem Erstligisten FK Budućnost Podgorica an.

## Erfolge
FK Budućnost Podgorica
- Montenegrinischer Meister: 2011/12
- Montenegrinischer Vizemeister: 2009/10, 2010/11, 2012/13

- Montenegrinischer Pokalsieger: 2012/13
- Montenegrinischer Pokalfinalist: 2009/10

Paxtakor Taschkent
- Usbekischer Meister: 2015

PT Prachuap FC
- Thailändischer Ligapokalsieger: 2019

## Auszeichnungen
- Thai League

Spieler des Monats: September 2019